# Ferdinand von Lindemann
Carl Louis Ferdinand von Lindemann, nemški matematik, * 12. april 1852, Hannover, Nemčija, † 6. marec 1939, München, Nemčija.
Lindemann je znan po svojem dokazu, objavljenem leta 1882, da je število π transcendentno, da ni ničla kakšnega polinoma z racionalnimi koeficienti.

## Življenje in delo
Njegov oče, Ferdinand Lindemann, je poučeval sodobne jezike na gimnaziji v Hannovru. Mati, Emilie Crusius, je bila hči gimnazijskega ravnatelja. Družina se je kasneje preselila v Schwerin, kjer je mladi Ferdinand hodil v šolo.
Kot je bil v Nemčiji v drugi polovici 19. stoletja običaj je študiral matematiko na več univerzah. Najprej od leta 1870 v Göttingenu, kjer ga je poučeval in nanj vplival Clebsch. Nato je študiral še v Erlangnu in Münchnu. V Erlangnu je leta 1873 doktoriral pod Kleinovim mentorstvom iz neevklidske geometrije in njene povezave s kinematiko in statiko. Po študiju je obiskal Anglijo (Oxford, Cambridge in London) in Francijo (Pariz). V Franciji so nanj vplivali Chasles, Bertrand, Jordan in Hermite. Po vrnitvi mu je Univerza v Würzburgu leta 1877 podelila habilitacijo. Najprej je istega leta postal izredni profesor na Univerzi v Freiburgu, leta 1879 pa redni profesor na isti univerzi.
Leta 1883 je postal profesor na Univerzi v Königsbergu. V tem času poučevanja je bil Lindemann mentor doktorskega študija Hilbertu, Minkowskem in Sommerfeldu. Poročil se je z Elisabeth Küssner, igralko in učiteljevo hčerjo. V letu 1893 je odšel poučevat na Univerzo v Münchnu, kjer je ostal do konca svoje poučevalske poti. 
Največ se je ukvarjal z geometrijo in analizo. Leta 1882 je v članku O številu π (Über die Zahl π) objavil dokaz transcendentnosti števila π.  Njegove metode so bile podobne tistim, ki jih je devet let prej uporabil Hermite pri dokazu, da je e, osnova naravnih logaritmov, transcendentno število. Pred objavo Lindemannovega dokaza je bilo znano, da če je π transcendentno število, potem antični in proslavljen drugi starogrški problem kvadrature kroga ni rešljiv z ravnilom in šestilom. Njegov dokaz temelji na Hermitovem dokazu in uporabi Eulerjeve enačbe:
{\displaystyle e^{i\pi }+1=0\!\,.}
Hermitovo metodo uporabljajo še danes. V tem času je bilo znanih 707 decimalk (527 pravilnih) števila π, ki jih je leta 1874 določil Shanks. Lindemannov dokaz so na različne načine podali tudi Weierstrass leta 1885, Hurwitz, Jordan, Hilbert leta 1893, Vahlen in drugi. Hilbert je leta 1899 poenostavil obstoječa dokaza transcendentnosti števil e in π. Ob Lindemannovem dokazu transcendentnosti π-ja, je Kronecker dejal: »Kakšno korist ima vaš lep dokaz, če iracionalna števila ne obstajajo?« Lindemannov rezultat je znan kot Lindemann-Weierstrassov izrek.
Lindemann se je zanimal tudi za fiziko. Raziskoval je teorijo elektrona, pri čemer je prišel v spor s Sommerfeldom. Ukvarjal se je z zgodovino matematike in prevajanjem. Skupaj z ženo je prevedel in uredil nekaj Poincaréjevih del.